# Seligeria diversifolia
Seligeria diversifolia là một loài rêu trong họ Seligeriaceae. Loài này được Lindb. mô tả khoa học đầu tiên năm 1861.